# Marietta Auer
Marietta Auer (nacida en 1972 en Múnich) es una jurista alemana.

## Formación
Marietta Auer estudió derecho en la Universidad de Múnich desde 1989 y aprobó el primer examen estatal de derecho en 1995 y el segundo en 1997. Durante este tiempo fue estudiante y asistente de investigación en la cátedra de Claus-Wilhelm Canaris. En 2000 realizó un máster en Derecho en la Facultad de Derecho de Harvard y en 2001 fue admitida a la de Derecho en Nueva York. Recibió su doctorado en 2003 bajo la dirección de Canaris con una tesis sobre el tema "Materialización, flexibilidad, libertad de los jueces: cláusulas generales en el espejo de las antinomias del pensamiento del derecho privado" (Materialisierung, Flexibilisierung, Richterfreiheit: Generalklauseln im Spiegel der Antinomien des Privatrechtsdenkens, en alemán). Después estudió filosofía y sociología en Múnich y obtuvo un máster en 2008.
Auer se habilitó en 2012, otra vez bajo la dirección de Canaris, con la disertación "El discurso del derecho privado en la actualidad" (Der privatrechtliche Diskurs der Moderne, en alemán) en las áreas de derecho civil, filosofía del derecho, derecho mercantil y de sociedades, derecho comparado y derecho internacional privado en el marco de la Unión Europea en la Universidad de Múnich, con la que obtuvo su licencia de enseñanza. Ese año también obtuvo un doctorado en Ciencias Jurídicas de la Facultad de Derecho de Harvard.

## Trayectoria profesional
Desde 2013 ocupa la cátedra de derecho civil y filosofía jurídica en la Universidad de Giessen y fue decana del departamento de derecho de 2016 a 2019. Pasó el año 2019/2020 en el Instituto de Estudios Avanzados de Berlín.
Desde 2020 es directora del Instituto Max Planck de Historia del Derecho y Teoría del Derecho de Fráncfort del Meno, donde estableció el departamento de teoría del derecho. Actualmente es su directora ejecutiva. Desde enero de 2022 también es profesora honoraria en la Universidad Johann Wolfgang Goethe.
Debido a su propia experiencia con los exámenes legales estatales, Auer se comprometió a mejorar la preparación de los estudiantes para dichos exámenes como directora de los cursos de repetición de exámenes en la Universidad de Múnich.
En cuanto al contenido, elaboró un enfoque jurídico-sociológico sobre la dogmática del derecho privado. Le preocupa la investigación científica del papel del individuo en la sociedad actual, técnicamente formada y determinada por los datos, que se percibe como específicamente europea continental. Ella “siempre ha estado” trabajando por el “interés en la sociedad moderna, en la que el derecho privado es la clave: nos definimos como individuos privados. con autonomía, intimidad, individualidad, personalidad”.

## Membresía y premios
- 2022 Miembro de la Academia Europæa[6]
- 2022 Miembro de la Academia Alemana de las Ciencias Naturales Leopoldina[7]
- 2022 Premio Gottfried Wilhelm Leibniz[8]